# Anita Eichhorn
Anita Eichhorn (* 24. Juli 1991 in Nabburg) ist eine deutsche Filmschauspielerin.

## Werdegang
Anita Eichhorn stammt aus der Oberpfalz. Zunächst ließ sie sich als Tänzerin ausbilden. Ihre Schauspielausbildung erhielt sie von 2014 bis 2017 an der Neuen Münchner Schauspielschule; in dieser Zeit nahm sie auch an Workshops an der Medienakademie München und bei den Douglas Studios teil. Zu ihren Lehrern gehörten Mirja Mahir, Holger Borggrefe und Inga Helfrich.
Nach Rollen in Ausbildungsproduktionen und Kurzspielfilmen spielte Eichhorn 2020 in einer Episode der ZDF-Fernsehserie Aktenzeichen XY … ungelöst eine größere Rolle. Es folgten Rollen in der BR-Serie Hubert ohne Staller, in Saralisa Volms Spielfilm Schweigend steht der Wald und in der ARD-Serie Watzmann ermittelt.
Seit Anfang Dezember 2021 erscheint Eichhorn in der BR-Fernsehserie Dahoam is Dahoam. Zunächst hatte sie sich für die Rolle der in der Serie nur für kurze Zeit auftretenden Aushilfsköchin Julia beworben. Nach dem Vorsprechen wurde entschieden, Eichhorn die Apothekerin Tina Brenner spielen zu lassen, deren Auftreten dann in die Drehbücher aufgenommen wurde. Die Rolle der Aushilfsköchin übernahm Silke Franz.
Anita Eichhorn lebt in München.

## Filmografie
- 2020, 2023: Aktenzeichen XY … ungelöst (Fernsehserie, eine Episode)
- 2021: Hubert ohne Staller (Fernsehserie, eine Episode)
- 2021: Dengler (Fernsehreihe, eine Episode)
- 2023: Watzmann ermittelt (Fernsehserie, eine Episode)
- seit 2021: Dahoam is Dahoam (Fernsehserie, Hauptrolle)
- 2022: Schweigend steht der Wald